# Szombierki Bytom
Szombierki Bytom (pronunție în poloneză [ʂɔmbjɛrkʲi bɨtɔm]) este un club de fotbal polonez de la Szombierki district al Bytom. Szombierki în prezent joacă în a 3 Liga Polska Diviziunea III. Cea mai mare realizare a clubului a fost  a câștigat campionatul în 1980.

## Fani
Din cauza numărului de echipe mari, în imediata apropiere clubul are suport relativ modeste. Fanii au puternice rivalități eco-oraș cu Polonia Bytom cu care contestă  Bytom derby-ul. Utilizat pentru a avea o prietenie puternică cu fanii Szczakowianka Jaworzno.

## Onoruri
- Ekstraklasa

Campioni: 1980
Locul II: 1965
Locul III: 1981
- Cupa Poloniei

semi-finale 1952, 1963, 1966 (rezerve), 1973, 1979
- Europa

A doua rundă a Liga Campionilor : 1980-1981 
Prima rundă a Cupa UEFA : 1981-1982 
Câștigător al Grupului B3 al Cupa Intertoto : 1964-1965